# Nittonbunda
Nittonbunda är den svenske folkmusikern Anders Löfberg debutalbum som soloartist, utgivet 2016 på skivbolaget Playing with Music. Skivan består av äldre låtar såväl som egna kompositioner av Löfberg. Albumet spelades in i Stockholm i januari 2016. På skivan medverkar Pelle Björnlert och Löfbergs far Bengt Löfberg.

## Låtlista
Där inte annat anges är låtarna skrivna av Anders Löfberg.
1. "Allianspolskan efter Alfred Petersson" - 3:01
2. "Stegen" - 3:42 (efter Ludvig Olsson, med Bengt Löfberg)
3. "Bondbröllopsschottis" - 2:39 (efter Oskar Sundquist)
4. "Polska efter Nils Bernhard Ljunggren" - 2:37
5. "Uppgiften" - 2:33
6. "Östra Ryd I" - 3:02 (efter Anders Larsson, med Pelle Björnlert)
7. "Walter's Dream" - 2:22
8. "Forslundspolskan" - 2:40 (upphov saknas)
9. "Mumblingshammaren" - 3:03
10. "Södra Flaka" - 3:24 (Carl Johan Jonsson)
11. "Moll och dur" - 3:03 (efter Anders Fredrik Andersson)
12. "Visa efter Lisa Holm" - 2:23
13. "Vals efter August Karlsson" - 2:33
14. "Clarin" - 3:02 (efter Johan Frans Clarin, med Pelle Björnlert)
15. "Liaknaggavalsen" - 2:51 (efter Johan Magnus Dahl)
16. "Nittonbunda" - 3:19 (efter Pelle Fors)
17. "Tussgubben" - 3:33 (efter Hans W. Brimi)
18. "Polska efter Nils Bernhard Ljunggren" - 2:20

## Medverkande
- Pelle Björnlert - fiol
- Anders Löfberg - fiol, cello, producent
- Bengt Löfberg - fiol

## Mottagande
Östgöta Correspondenten tilldelade albumet betyget 5/5. Recensenten Håkan Wasén skrev: "Samspelet med fadern Bengt respektive spelmannen Pelle Björnlert är speciellt. Man hör inte två fioler som spelar, utan två instrument vilka ingått äktenskap och som hela tiden stöttar, hjälper och älskar varandra."
Magnus Börjesson recenserade skivan för Nerikes Allehanda. Han gav den betyget 4/5 och kallade den "snyggt och elegant framfört" och "uppfriskande nyfiket"
Lira Musikmagasins Lars Lind skrev i sin recension att Löfberg på skivan spelar "högklassig stråk- och strängmusik".